# 제곱근의 날
제곱근의 날(Square Root Day)은 해당 월의 일과 해당 월의 날이 모두 연도 마지막 두 자리의 제곱근이 되는 날을 기념하는 비공식 공휴일이다. 예를 들어 마지막 제곱근의 날은 2016년 4월 4일(4/4/16)이었고 다음 제곱근의 날은 2025년 5월 5일(5/5/25)이다. 금세기의 마지막 제곱근의 날은 2081년 9월 9일에 발생한다. 제곱근의 날은 각 세기마다 동일한 9개의 날짜에 해당한다.
캘리포니아주 레드우드시티 고등학교 교사인 론 고든은 1981년 9월 9일(81년 9월 9일)을 첫 번째 제곱근의 날로 만들었다. 고든은 휴일 홍보 담당자로 남아 전 세계 언론 매체에 보도 자료를 보낸다. 고든의 딸은 사람들이 그 날을 어떻게 축하했는지 공유할 수 있는 페이스북 그룹을 만들었다.
명절을 축하하는 한 가지 제안 방법은 사각 단면 모양으로 자른 무나 기타 뿌리채소를 먹는 것이다(이것이 "제곱근"을 만들어내는 방식임).

## 전체 목록
제곱근의 날은 매 세기마다 다음 날짜에 발생한다.
- 1/1/01
- 2/2/04
- 3/3/09
- 4/4/16
- 5/5/25
- 6/6/36
- 7/7/49
- 8/8/64
- 9/9/81

## 같이 보기
- 몰의 날
- 파이의 날